# Schefflera aurata
Schefflera aurata är en araliaväxtart som beskrevs av Pedro Fiaschi. Schefflera aurata ingår i släktet Schefflera och familjen araliaväxter. Inga underarter finns listade.